# Trichogramma yawarae
Trichogramma yawarae is een vliesvleugelig insect uit de familie Trichogrammatidae. De wetenschappelijke naam is voor het eerst geldig gepubliceerd in 1998 door Hirai & Fursov.